# Pelaya
Pelaya è un comune della Colombia facente parte del dipartimento di Cesar.
Il centro abitato venne fondato da Angela Corrales e Jose Antonio Montesinos nel 1936, mentre l'istituzione del comune è del 26 dicembre 1980.